# Ludwig Rütimeyer

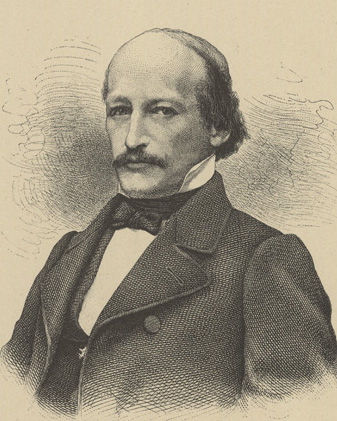
Ludwig Rütimeyer

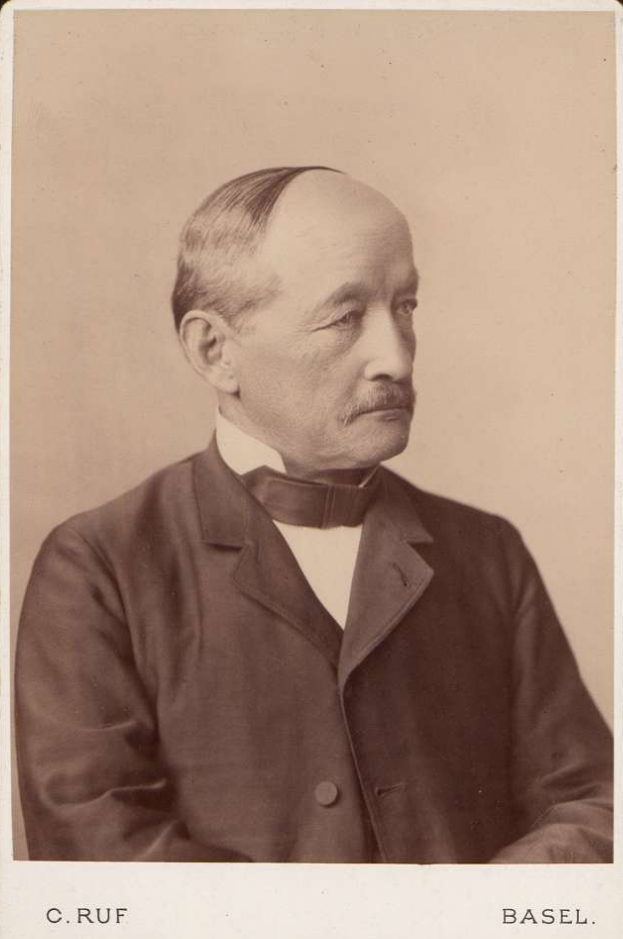
Ludwig Rütimeyer

Karl Ludwig Rütimeyer (* 26. Februar 1825 in Biglen, Kanton Bern; † 25. November 1895 in Basel, heimatberechtigt in Bern und ab 1867 in Basel) war ein Schweizer Mediziner und Anatom sowie Zoologe, Geologe und Paläontologe.

## Leben
Ludwig Rütimeyers Vater Albrecht war Pfarrer im Emmental, seine Mutter eine geborene Küpfer. Er war das fünfte von acht Kindern. Rütimeyer besuchte ab 1838 das Gymnasium in Bern. 1843 nahm er das Studium der Theologie an der Universität Bern auf und wechselte nach vier Semestern zum Fach Medizin, welches er 1850 mit dem Staatsexamen abschloss. 1848 trug auf der 33. Versammlung der Schweizerischen Naturforschenden Gesellschaft in Solothurn Resultate seiner geologischen Untersuchungen des Gebirges zwischen Thunersee und Emme vor. 1850 promovierte mit einer Studie über das schweizerische Nummulitenterrain. 1848 war er Präses, dann Centralpräses der Sektion Bern des Schweizerischen Zofingervereins.

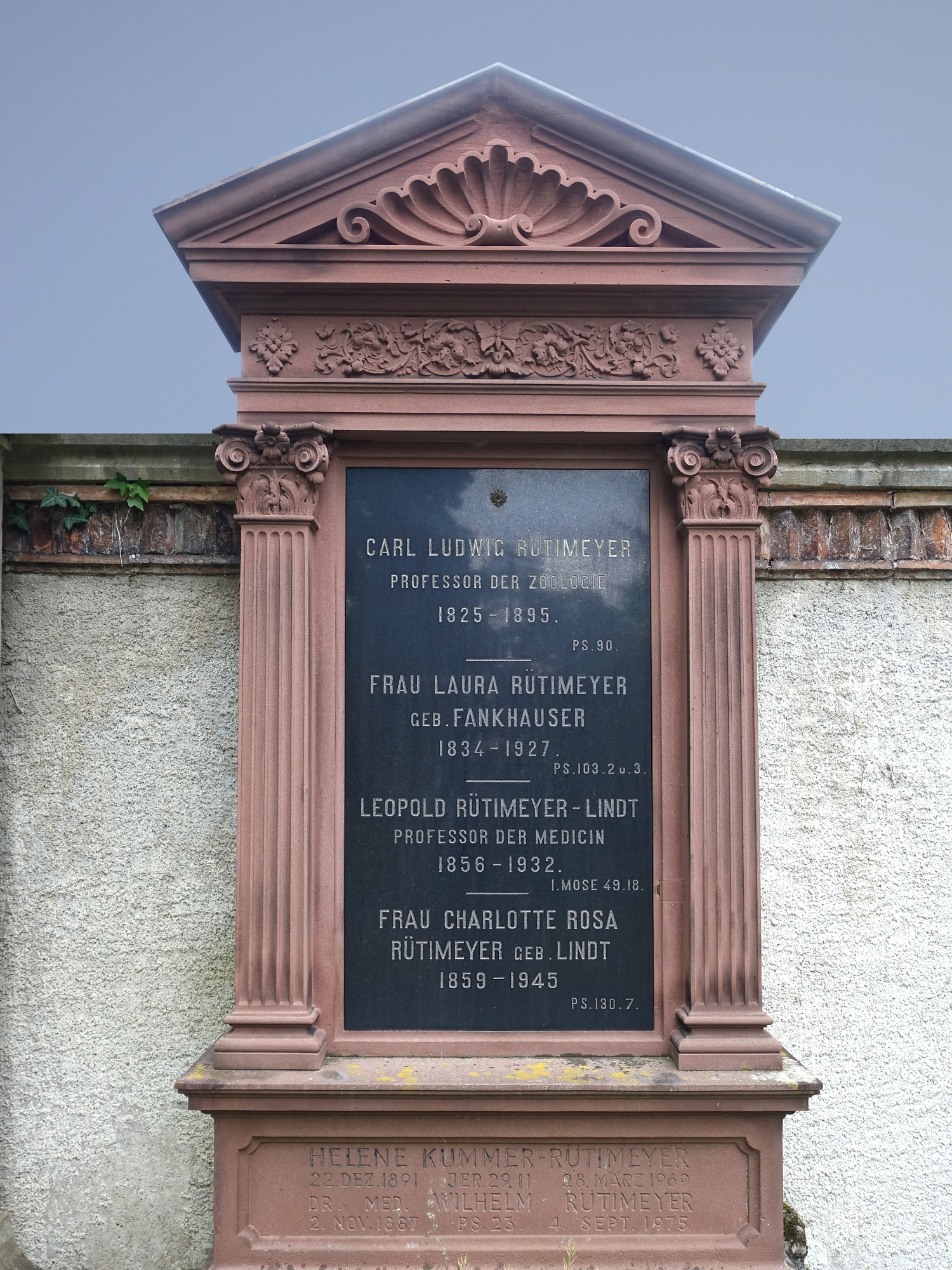
Grab, Wolfgottesacker, Basel

Nach Studienaufenthalten in Paris (mit Empfehlungen von seines Lehrers Bernhard Studer), London und Leiden sowie Aufenthalten im südlichen Italien und Sizilien habilitierte er sich 1854 in Bern. 1853 erhielt er einen Ruf als ausserordentlicher Professor für vergleichende Anatomie an der Universität Bern und unterrichtete daneben Naturwissenschaften an der dortigen Real- und Industrieschule. 1855 bekam er eine ordentliche Professur an der Universität Basel, wo er bis 1894 lehrte. 1865 war er Rektor der Universität. Gleichzeitig zu seiner Arbeit an der Basler Universität war er Vorsteher der naturwissenschaftlichen Anstalten, ab 1883 auch Leiter der naturkundlichen Sammlung im Museum. 1877 bis 1883 unternahm Rütimeyer Reisen nach Florenz, Lyon, Toulouse, Paris und London, wo er Charles Darwin kennenlernte.
Rütimeyer war seit 1855 verheiratet mit Laura Fankhauser aus Burgdorf, der Schwester seiner Schwägerin. Das Paar hatte einen Sohn, (Ludwig) Leopold Rütimeyer, der unter anderem Ludwig Rütimeyer. Briefe und Tagebuchblätter herausgab.
Seine letzte Ruhestätte fand er auf dem Wolfgottesacker in Basel.

## Wirken
Rütimeyer erforschte die vorweltliche Fauna der Schweiz, lieferte aber namentlich umfassende Untersuchungen über die Herkunft einiger Säugetiergruppen. In seinem Versuch einer natürlichen Geschichte des Rindes in seinen Beziehungen zu den Wiederkäuern im allgemeinen von 1867 legte er den Grundstein zu einer Kenntnis der Beziehungen, welche zwischen den heutigen und den fossilen Wiederkäuern und Huftieren bestanden haben. Er untersuchte die 1850 entdeckten Tierreste der Pfahlbauten der Schweizerseen, die erste Arbeit dazu erschien 1860. Dabei war sein Schwerpunkt die Darlegung der Veränderungen der Tiere seit jener Zeit. Unter anderem beschrieb er basierend auf diesen Funden auch den Torfhund als Canis familiaris palustris Rütimeyer. In den Sitzungen der Naturforschenden Gesellschaft in Basel, deren Präsident er von 1860 bis 1862 war, hielt er 66 Vorträge und publizierte 36 Beiträge in ihren Verhandlungen. Am 19. April 1863 war er einer der 35 Gründungsmitglieder des Schweizer Alpen-Clubs (SAC), dessen Vizepräsident er 1864 und von 1870 bis 1872 war. Zudem war er für den SAC auch Statthalter, Obmann, Redaktor des Jahrbuchs 1864 und Ehrenmitglied von Sektion und Verband.
Nach Funden die Amanz Gressly bei Niederschönthal in der dortigen lange bekannten Fossilienfundstätte (heute Industriegebiet) der Keuper-Formation machte und die er an Ludwig Rütimeyer zur Klassifizierung übergab, wurden diese erstmals 1857 beschriebene Dinosaurierfunde als  Gresslyosaurus ingens ihm zu Ehren benannt. Die Spezies ist möglicherweise mit Plateosaurus identisch.

## Ehrungen
- 1867: Ehrenbürger von Basel
- 1870: korrespondierendes Mitglied der Bayerischen Akademie der Wissenschaften
- 2. Juni 1874: Ehrendoktorwürde der Universität Basel
- 1. Januar 1879: Mitglied der Leopoldina (Matrikel-Nr. 2207)[4]
- 1882: korrespondierendes Mitglied der Russischen Akademie der Wissenschaften in Sankt Petersburg[5]

- Ihm zu Ehren wurden in Basel die Rütimeyerstrasse und der Rütimeyerplatz benannt.

## Schriften
- Ueber lebende und fossile Schweine. 1857 (Archive)
- Beiträge zur Kenntniss der fossilen Pferde, 1863 und 1878 online
- Die Fauna der Pfahlbauten der Schweiz. Untersuchungen über die Geschichte der wilden und der Haus-Säugethiere von Mittel-Europa. Bahnmaier (C. Detloff), Basel 1861 (Archive)
- mit Wilhelm His: Crania helvetica. Sammlung schweizerischer Schädelformen. H. Georg, Basel und Genf 1864 (Google Books)
- Ueber die Herkunft unserer Thierwelt. Eine zoographische Skizze. H. Georg, Basel und Genf 1864 (Google Books)
- Die Grenzen der Thierwelt. Eine Betrachtung zu Darwin's Lehre. Schweighauser, Basel 1868 (Google Books)
- Ueber Thal und Seebildung. Beiträge zum Verständniss der Oberfläche der Schweiz. Schweighauser, Basel 1869 (Peter Merian gewidmet) (Google Books)
- Die fossilen Schildkröten von Solothurn und der übrigen Juraformation. Zürcher und Furrer, Zürich 1873 (Google Books)
- Ueber den Bau von Schale und Schädel bei lebenden und fossilen Schildkröten. Schweighauserische Verlagsbuchhandlung, Basel 1873 (Google Books)
- Die Veränderungen der Thierwelt in der Schweiz seit Anwesenheit des Menschen. Schweighauserische Verlagsbuchhandlung, Basel 1875 (Archive)
- Weitere Beiträge zur Beurtheilung der Pferde der Quaternär-Epoche. Zürcher und Furrer, Zürich 1875 (Google Books)
- Über Pliocen und Eisperiode auf beiden Seiten der Alpen. Ein Beitrag zu der Geschichte der Thierwelt in Italien seit der Tertiärzeit.  H. Georg, Basel-Genf-Lyon 1876 (Google Books)
- Die Rinder der Tertiär-Epoche nebst Vorstudien zu einer Natürlichen Geschichte der Antilopen. Zürcher und Furrer, 1877 & 1878 (Archive)
- Beiträge zu einer natürlichen Geschichte der Hirsche. In: Abhandlungen der schweizerischen paläontologischen Gesellschaft, Vol. 7, 1880; Vol. 8, 1881 (Archive); Vol. 10, 1883